# Имгур
Имгур (енгл. Imgur) је платформа за бесплатно складиштење фотографија и дељење садржаја на интернету.
Основао је 2009. године студент Универзитета у Охају Алан Шаф. Према његовим речима, задатак је био да створи услугу која не би имала проблеме својствене услугама за хостовање фотографија које су биле доступне у то време. Само пет месеци након покретања, промет ресурса је порастао на милион дневно. Имгур је посебно популаран на друштвеним сајтовима као што су Редит и Диг. До фебруара 2012. број јединствених месечних посета достигао је 30 милиона. Временом се компанија преселила из Охаја у Сан Франциско. Од јула 2013. године компанија је имала 13 стално запослених радника.